# 伴美奈子
伴 美奈子（ばん みなこ、8月21日 - ）は、日本の女優。神奈川県出身。桐朋学園短期大学演劇科卒業。俳優座養成所を経て、1989年、劇団善人会議（現・劇団扉座）入団。特技は日本舞踊。

## 出演作品

### 舞台
- 銀座セゾン劇場公演 『リボンの騎士』
- オンシアター自由劇場　『もっと泣いてよフラッパー』　シアターコクーン
- TOKYO演劇フェア'94都制施行50周年記念公演　『洒落男たち〜モダンボーイズ〜』　東京芸術劇場
- STAFF ONLYプロデュース
  - 『それいけ小劇場!!』下北沢ザ・スズナリ
  - 『ザ・面接』　下北沢ザ・スズナリ
- 横浜夢座公演『横浜行進曲』ランドマークホール
- R.U.Pプロデュース
  - 『夜曲』アートスフィア
  - 『怪談にせ皿屋敷』青山劇場
  - 『犬を使う女』シアターコクーン
  - 『トンカツロック』シアターコクーン
  - 明治座プロデュース『魔法の黄色い靴』赤坂ACTシアター
- TEAM発砲・B・zin『オス!』本多劇場
- 壱組印プリゼンツ『小林秀雄先生来る。』新宿シアタートップス
- 白のシリーズ3部作 『白い蝶々・ミモザ・木蓮』下北沢「劇」小劇場
- アトリエダンカン　『劇場の神様 極付丹下左膳』シアター1010
- G-upプレゼンツ　『DeepForest』スペース107
- 椿組05夏・花園神社野外劇『新宿ブギウギ〜戦後闇市興亡史〜』（作：鈴木哲也 演出：伊東由美子）
- 新橋演舞場『恋ぶみ屋一葉』（作：齋藤雅文　演出：江守徹）
- 『おかしな二人』ル・テアトル銀座
- モダンボーイズ（2021年4月、東京・新国立劇場 中劇場）[2]
- 『とんかつロック』大阪松竹座 他[3]
- 劇団扉座 第79回公演『北斎ばあさん-珍道中・神奈川沖浪裏-』厚木市文化会館 小ホール 他[4]

### 映画
- 松竹『新宿少年探偵団』
- 東宝『星になった少年』
- 日活『ブタがいた教室』
- 東映『相棒シリーズ 鑑識・米沢守の事件簿』

### TV
- NHK衛星放送
  - 父帰る
- NHK
  - 百年の恋
  - 天使が降りた滑走路
- NHK教育
  - 天才てれびくん
- フジテレビ
  - お正月ドラマ サザエさん
  - きらきらひかる
  - ロング・ラブレター〜漂流教室〜
  - キッチン・ウォーズ
- 日本テレビ
  - 続・平成夫婦茶碗
- TBS
  - ドラマ30 冗談でしょっ!離婚予定日

### ラジオドラマ
- 移動都市（サスヤ）

### CM
- 第一生命（1990年） - 若奥さん 役[5]
- さくらや
- ライオン「トップ」 ほか

### ラジオCM
- アサヒビール
- スズキアルト